# Material particulado
Particulados, ou material particulado (sigla em inglês, PM, de particulate matter), são partículas muito finas de sólidos ou líquidos suspensos no ar. Para ser considerado PM, suas dimensões (diâmetro) variam desde 20 μm até menos de 0,05 μm. Partículas finas externas com diâmetro inferior a 2,5 mícrons são responsáveis por 4,2 milhões de mortes anuais.

## Fontes

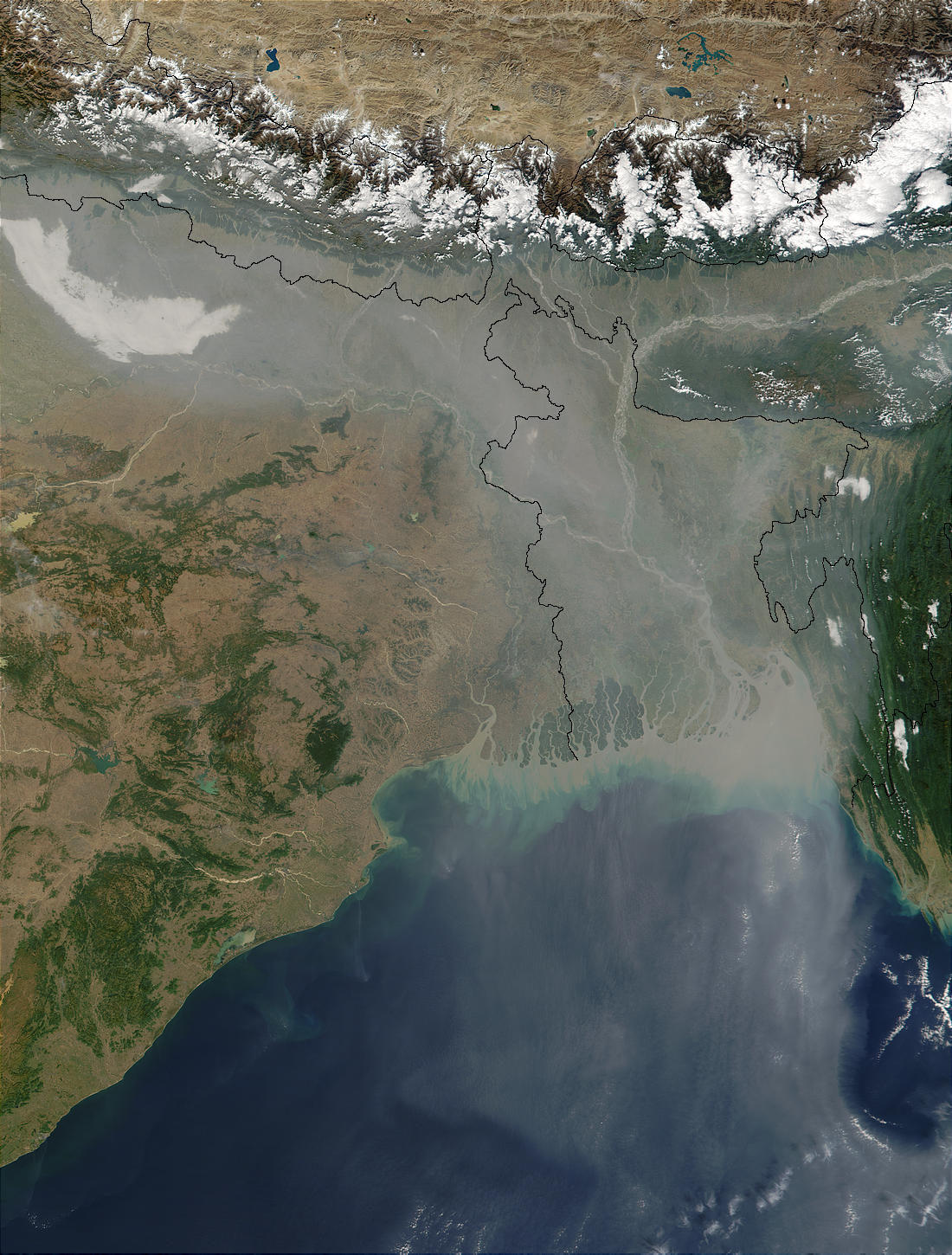
Poluição por material particulado no norte da Índia e Bangladesh - Foto: [https://web.archive.org/web/20041209020248/http://visibleearth.nasa.gov/cgi-bin/viewrecord?10980 NASA

## Composição
A composição dos materiais particulados depende da fonte poluidora.